# Metastrangalis thibetana
Metastrangalis thibetana är en skalbaggsart som först beskrevs av Blanchard 1871.  Metastrangalis thibetana ingår i släktet Metastrangalis och familjen långhorningar.
Artens utbredningsområde är Tibet. Inga underarter finns listade i Catalogue of Life.